# 천녕 견씨
천녕 견씨(川寧堅氏)는 경기도 여주시를 본관으로 하는 한국의 성씨이다.

## 분적된 성씨 본관
천녕 견씨에서 분적된 성씨 본관에는 여주 견씨(驪州 堅氏)가 있다.

## 천녕 견씨 시조
천녕 견씨의 시조는 고려 태조(高麗 太祖) 원년에 개국 이등공신(二等功臣)에 녹훈된 견권(堅權)이다.

## 역사
천녕 견씨(川寧 堅氏)의 시조는 고려 태조(高麗 太祖) 원년에 이등공신(二等功臣)에 녹훈된  견권(堅權)이다. 시조 견권(堅權)은 고려 태조 왕건(高麗 太祖 王建)의 휘하 장군으로서 왕건이 후백제 신검(神劍)과 마지막 결전을 할 때 좌익장(左翼將)을 맡아 후백제를 멸망하게 하는 전공을 세우고, 고려 개국 이등공신(二等功臣)에 책록되었으며 대상(大相) 벼슬에 올랐다.  견권(堅權)은 918년(고려 태조 1) 8월 고려를 건국하는 데 공을 세운 개국공신을 선정하여 포상할 때 연주(連珠)·능식(能寔)·권신(權愼)·염상(廉湘)·김락(金樂)·마난(麻煖)과 함께 이등공신(二等功臣)이 되어 금, 은, 그릇과 비단을 받았다.
921년(고려 태조 4년) 달고은(達姑㹜=말갈)이 신라를 침공하러 가는 길에 고려 장군 견권(堅權)이 가로막고 격파하였다. 936년(고려 태조 19년) 신검(神劍) 등이 천안에서 대항하자 견훤(甄萱)을 위시하여 대상(大相) 견권(堅權), 희술(希述), 황보금산(皇甫金山)과 원윤(元尹) 강유영(康柔英) 등은 마군(馬軍) 일만 명을 거느리게 하는 등 군사를 정비하니 신검이 두려워 항복하였다.
견권(堅權)과 함께 고려 개국공신에 녹훈된 인물 중 김락(金樂)은 당악 김씨(唐岳 金氏)의 시조, 연주(連珠)는 전주 연씨의 시조, 마난(麻煖)은 영평 마씨(永平 麻氏)의 시조로 삼는다.

## 본관
천녕(川寧)은 경기도 여주시 일대의 고려시대 지명이다. 원래는 고구려 술천군(述川郡, 일명 省知買)이었는데 신라 경덕왕 때에 기천(沂川, 또는 泝川)이라 칭하였다. 고려 초에 천녕으로 명칭이 바뀌었고 현종 때에는 광주(廣州)에 속하였으며 뒤에 감무(監務)를 두었다.
조선 태종 때 현감을 두었으나 예종 때 여주에 합쳐 직촌이 되었다. 기천이나 천녕은 모두 물가에 있다는 의미를 가진다. 남한강의 지류인 대교천변(大矯川邊)에 발달한 취락이었다. 동북쪽으로는 지평(砥平), 서남쪽은 이천, 동남쪽으로는 여흥, 서북쪽으로는 광주와 연결되었다. 조선시대에는 부근에 양화역(楊花驛)과 이천창(利川倉)이 있어 이곳에서 생산되는 농작물을 모아 서울에 보내는 데 큰 몫을 하였다. 당시에는 이곳에 이포진(梨浦津)이 있었고, 기천서원(沂川書院)이 선조 때 세워져 조선 말기까지 존속하였다.

## 인물
천녕 견씨의 인물로는 영군장군(領軍將軍) 견금(堅金), 장군(將軍) 견일(堅一), 견수(堅守), 사과(司果) 견성실(堅成實) 등이 있다.

## 과거 급제자
천녕 견씨는 조선시대 과거 급제자 4명을 배출하였다.
생원시
- 견희복(堅希福, 1552 壬子生) : 광해군 7년(1615년) 식년시 삼등(三等).[4] 자는 수지(綏之). 아버지는 창신교위(彰信校尉)로 충좌위부사직(忠佐衛副司直)을 역임한 견성귀(堅成貴).

의과
- 견림(堅霖) : 명종(明宗) 19년(1564) 갑자(甲子) 식년시(式年試) 2등. 자는 상보(商輔). 아버지는 어모장군(禦侮將軍) 품계로 의흥위부호군(義興衛副護軍)을 역임한 견세량(堅世樑).
  - 견후민(堅後閔, 1568 戊辰生) : 선조(宣祖) 34년(1601년) 신축(辛丑) 식년시(式年試) 3등(三等) 1위. 자는 효숙(孝叔). 아버지는 통훈대부(通訓大夫)로 행내의원주부(行內醫院主簿)를 역임한 견림(堅霖).
  - 견후증(堅後曾, 1568 戊辰生) : 선조(宣祖) 38년(1605년) 을사(乙巳) 증광시(增廣試) 1등 장원(壯元). 견후민(堅後閔)의 동생.

## 집성촌
- 황해도 장연군

## 인구
견(堅)씨는 2000년 대한민국 통계청 인구 조사에서 519명으로 조사되었다. 본관은 천녕, 여주, 김포, 사량 등 4본이 있다. 이 중에서 천녕 견씨는 1985년에는 41가구, 221명, 2000년에는 22가구, 71명이 있는 것으로 조사되었고, 여주 견씨는 1985년에는 25가구 89명, 2000년에는 78가구, 254명이 있는 것으로 조사되었다.
- 1985년 천녕 견씨 (41가구 221명) + 여주 견씨 (25가구 89명) = 310명
- 2000년 천녕 견씨 (22가구 71명) + 여주 견씨 (78가구 254명) = 325명

## 같이 보기
- 당악 김씨
- 영평 마씨
- 전주 연씨